# Angry Birds Space
Angry Birds Space è stato un videogioco rompicapo sviluppato e pubblicato dall'azienda finlandese Rovio Mobile. Si tratta del terzo spin-off del noto puzzle game Angry Birds nonché quarto capitolo della serie.

## Trama
La trama del gioco è simile a quella dei capitoli precedenti e vede gli "uccelli arrabbiati" impegnati a vendicarsi dei maialini verdi rei di aver rubato loro le uova. All'inizio del gioco però ci viene mostrato che gli Angry Birds inseguendo i Piggies vanno a finire in un buco nero che li catapulta, assieme ai loro acerrimi nemici, nello spazio mutando tra l'altro i loro poteri.

## Modalità di gioco
La trama del gioco ci introduce il nuovo gameplay. Infatti i livelli di questo nuovo episodio, come già fa intendere il titolo, saranno ambientati tutti nello spazio e questo di conseguenza apporterà delle modifiche essenziali ai fini del gioco visto che ci si troverà in assenza di gravità. Di conseguenza questa avrà effetto sugli Angry Birds che non essendo più in presenza di gravità una volta lanciati andranno dritti senza cadere per cui sarà necessario cercare di farli andare sopra i pianeti che sono circondati da una bolla d'aria che non è altro che l'atmosfera. Nel momento in cui un uccellino vi entra dentro questo si ritroverà in presenza di gravità e cadrà così a terra. Ci troviamo quindi di fronte ad un gameplay che tiene conto in maniera sostanziale delle leggi di gravità.

## Pubblicazione
La NASA è stata scelta come partner dalla Rovio Entertainment per il lancio del gioco.. La NASA ha affermato che tale collaborazione servirà a condividere l'emozione dello spazio con la comunità Angry Birds, facendo conoscere agli utenti i programmi della NASA e creando esperienze educative interattive per il pubblico. La collaborazione tra NASA e Rovio è continuata anche con le varie espansione del gioco.
Il 7 marzo 2013 (e per un periodo limitato) è stato distribuito dalla Rovio l'aggiornamento alla versione 1.5.0 del gioco che ne ha sostituito il tema musicale con una nuova versione completamente re-incisa in chiave rock dal noto chitarrista Slash, che è stato inoltre presente in "versione uccello" nel menù di gioco.
Nel maggio del 2023 è stato annunciato, tramite i canali ufficiali della Rovio, che i primi livelli del gioco sarebbero stati pubblicati come remake nel gioco Angry Birds Reloaded